# Elaphria ixion
Elaphria ixion là một loài bướm đêm trong họ Noctuidae.